# Physiologische Briefe
Die Physiologischen Briefe für Gebildete aller Stände sind eine in Buchform erschienene Aufsatzsammlung zum naturwissenschaftlichen Materialismus, die als physiologische Antworten auf Liebigs Chemische Briefe betrachtet werden und die ihren Verfasser auch außerhalb der zoologischen Welt berühmt gemacht haben. Die erste Ausgabe erschien 1845–1847 bei Cotta in Stuttgart und Tübingen.

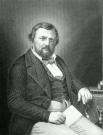
Carl Vogt (1817–1895)

## Einführung
Ihr Verfasser ist der deutsch-schweizerische Mediziner, Philosoph und Politiker Carl Vogt, der ein bedeutender Vorkämpfer des „mechanischen“ Materialismus und ein Anhänger Darwins war. Der vielseitige Naturforscher gilt als weltanschaulicher Hauptvertreter des physiologischen Materialismus. Er prägte das Wort „Köhlerglaube“.
Seine wissenschaftlichen Erkenntnisse hatte er in Paris gewonnen. Vogt war als Abgeordneter der Nationalversammlung 1849 ins Exil getrieben worden. Er gilt neben Ludwig Büchner als der bedeutendste Vertreter des Materialismus und als ein Vorkämpfer des Darwinismus.
Die Physiologischen Briefe von Vogt werden in der Beschäftigung mit der Polemik und Argumentation in der Wissenschaft des 19. Jahrhunderts mit den Worten zitiert, dass „die Gedanken in demselben Verhältnis etwa zu dem Gehirn stehen, wie die Galle zu der Leber oder der Urin zu den Nieren.“ Sein polemisches Bekenntnis zum Materialismus griff 1854 der Physiologe Rudolf Wagner in einer Rede vor der Göttinger Naturforscherversammlung kritisch auf (siehe auch Materialismusstreit).
Die Physiologischen Briefe beinhalten Diskussionen über die biologischen Prozesse des menschlichen Körpers, die Anpassungsfähigkeit von Lebewesen an ihre Umwelt und die Evolutionstheorie. Diese Briefe trugen dazu bei, die damals aufkommende Evolutionstheorie zu popularisieren und zu diskutieren. Sie bieten Einblicke in die wissenschaftlichen Gedanken und Debatten jener Zeit.
Die erste Ausgabe  seiner „Physiologischen Briefe“, „in denen er lebhaft das damals immer noch lebendige Gespenst einer besondern Lebenskraft bekämpfte und die Wichtigkeit des Studiums der Entwicklungsgeschichte für das Verständniß aller Körperverhältnisse und der physiologischen Vorgänge darlegte“ (ADB) erschien 1845–1847 bei Cotta in Stuttgart und Tübingen.
Der Inhalt ist untergliedert in die Abteilungen: Das vegetative Leben, Das animalische Leben und Zeugung und Entwicklung.
Sie fanden bei den Lesern großen Anklang. Eine Vierte, vermehrte und verbesserte Auflage erschien 1874, 1875 erschien eine französische Übersetzung in Paris, eine russische Übersetzung (Fiziologicheskie pis'ma) war bereits in den 1860er Jahren erschienen.